# Jardí Botànic Makino
El Jardí Botànic Makinō (高知県立牧野植物園 en japonès), conegut també pel nom de Jardí Botànic Makinō de la Prefectura de Kōchi, és un jardí botànic situat a Godaisan 4200-6, Kōchi, Prefectura de Kōchi, Japó. És obert al públic cada dia de la setmana tret dels dilluns; es cobra entrada.
El jardí fou fundat l'any 1958 amb un museu dedicat a Tomitaro Makinō (1862-1957), el "Pare de la Botànica Japonesa", i amb un laboratori de recerca. En l'actualitat, la seva col·lecció inclou unes mil cinc-centes espècies diferents de plantes japoneses, com rododendres, aurons, crisantems, plantes de terrenys serpentis i calcaris, flora de la regió de Sohayaki i plantes salvatges de la regió de la Prefectura.